# Dályai mészárlás
A dályai mészárlás (horvátul: Pokolj u Dalju, szerbül: Mасакр у Даљу) során 56 vagy 57 horvát személyt gyilkoltak meg a horvátországi Dályában 1991. augusztus 1-jén, a horvátországi háború idején. Az áldozatok listáján a polgári áldozatokon kívül 20 horvát rendőr, 15 horvát nemzeti gárdista (Zbor narodne garde - ZNG) és négy polgárőr szerepel, akik a falu rendőrőrsét és vízellátó épületét védték. Miután a rendőrök és a ZNG katonáinak egy része meghalt a harcban azokat, akik megadták magukat, miután hadifogságba kerültek megölték. A horvátok megpróbáltak ellenállni a Kelet-Szlavóniai, Baranyai és Nyugat-Szerémségi Szerb Autonóm Terület (SAO SBWS) területvédelmi erői támadásának, amelyet a Jugoszláv Néphadsereg (Jugoslovenska Narodna Armija – JNA) és a szerb önkéntes félkatonai egységek is támogattak. Az SAO SBWS-t a Dályától délre zajlott Borói csata után nyilvánították Kelet-Horvátország szerb autonóm területévé.
A támadást követően a faluban és a környéken élő nem szerb polgári lakosságot üldözték, melynek hatására kénytelenek voltak elhagyni otthonaikat, mert ha nem így tesznek, bebörtönözték és fizikailag bántalmazták volna, vagy megölték volna őket. A háború után a volt Jugoszláviával foglalkozó Nemzetközi Törvényszék (ICTY) több magas rangú SAO SBWS tisztségviselőt, valamint szerb vezetőket, köztük Slobodan Miloševićet és Goran Hadžićot vádolta meg Dalyában elkövetett háborús bűnök elkövetésével.

## Előzmények
1990-ben, a horvát szocialisták választási vereségét követően az etnikai feszültségek tovább fokozódtak. A Jugoszláv Néphadsereg ezután az ellenállás minimalizálása érdekében elkobozta Horvát területvédelem (Teritorijalna obrana) fegyvereit. Augusztus 17-én a feszültség a horvátországi szerbek nyílt lázadásává fajult, amelynek középpontja a dalmát hátországnak Knin körüli, túlnyomórészt szerbek lakta területei, Lika, a Kordun, Banovina és Kelet-Horvátország részei voltak. 1991 januárjában, miután Szerbia két sikertelen kísérletet tett (amelyet Montenegró, valamint a szerbiai Vajdaság és Koszovó tartományok támogattak), hogy megszerezze a jugoszláv elnökség jóváhagyását a JNA bevetéséhez a horvát biztonsági erők leszerelésére, márciusban a szerb felkelők és a horvát különleges rendőrség közötti vértelen összecsapás  után maga a JNA, (Szerbia és szövetségesei támogatásával) kérte a szövetségi elnökséget, hogy adjon a számára háborús jogosítványokat és hirdessen ki rendkívüli állapotot. A kérelmet március 15-én elutasították, és a JNA lényegében Slobodan Milošević szerb elnök irányítása alá került. Milošević, aki Jugoszlávia megőrzése helyett a Szerbia bővítésére irányuló kampányt részesítette előnyben, nyilvánosan azzal fenyegetőzött, hogy a JNA-t szerb hadsereggel váltja fel, és kijelentette, hogy nem ismeri el többé a szövetségi elnökség fennhatóságát. A fenyegetés arra késztette a JNA-t, hogy Szerbia bővítése érdekében fokozatosan feladja Jugoszlávia megőrzésének terveit. A hónap végére, miután a JNA a felkelők oldalán avatkozott be, és megakadályozta a horvát rendőrség intézkedését, a konfliktus halálos kimenetelűvé fajult. Április elején a horvátországi szerb lázadás vezetői kinyilvánították szándékukat, hogy az ellenőrzésük alatt álló, a horvát kormány által szakadár régiónak tekintett területet Szerbia területébe integrálják. A szerbek döntését a Horvát Köztársaság kormánya lázadásnak nyilvánította. 1991 júniusában Horvátország kikiáltotta függetlenségét Jugoszláviától. A feszültség végül teljes körű háborúba tört ki, amely 1995-ig tartott.

## Az események lefolyása
1991. augusztus 1-jén hajnali 3 óra és 4:30 között Dálya, Erdőd és Almás községek területét tüzérségi támadás érte. Horvát források szerint a tüzérségi tüzet a Duna bal partján, Szerbia területén állomásozó JNA 51. gépesített dandárjához rendelt egységek, valamint a horvátországi szerb területvédelmi erők okozták. Az eseményekről a horvát hatóságok számára készített JNA-jelentés azonban cáfolta, hogy a JNA tüzérsége részt vett volna a támadásban, és a támadás kezdetét valamivel későbbre, hajnali 4:10-re helyezte. A volt Jugoszláviával foglalkozó Nemzetközi Törvényszék (ICTY) Slobodan Milošević perében adott tanúvallomások alátámasztják azt az információt, hogy a támadás kezdete hajnali 3:00-ra tehető.
A tüzérségi tűz megszűnése után a horvátországi szerb területvédelmi erők a Željko Ražnatović vezette Szerb Önkéntes Gárda (SVG) támogatásával borói támaszpontjáról három csoportra szervezve megkezdte Dálya elleni gyalogos rohamát. Az egyik csoport a dályai rendőrőrsöt, a második a falu vízellátó épülete körüli ZNG állásokat támadta meg, míg a harmadik csoport tartalékban maradt. A legsúlyosabb harcok a horvát rendőrség és a ZNG személyzete által védett dályai rendőrőrs környékén zajlottak. A horvát rendőrség a jelentős áldozatokra hivatkozva a támadás megállításához, 6 óra 20 perckor az eszéki rendőrkapitányság és a JNA segítségét kérte. A JNA úgy döntött, hogy beavatkozik, és egységeit reggel 6:50-kor Dályába vezényelte. A JNA arról számolt be, hogy a ZNG 3. gárdadandár 1. zászlóaljának 1. századától Erdőd területén, amint a Gombos és Dálya közötti 15 kilométeres úton haladt lövések érték, mire viszonozta a tüzet, mielőtt továbbindult Dályába. Ezzel szemben az esemény ICTY-tanúja azt állította, hogy a JNA provokáció nélkül lőtt családi házakat Erdődön. A JNA egységei 9:30-kor értek a dályai rendőrőrsre.
A JNA Dályába érkezését közvetlenül követő eseményekkel kapcsolatban a JNA és a horvát források nem értenek egyet. Míg a JNA azt állította, hogy a tűz beszüntetését csak a rendőrőrs védőinek ellenállása miatt kérte, horvát források szerint a JNA a rendőrség és a ZNG feltétel nélküli megadását követelte, melyet a horvát haderő elutasított. Mindkét változat egyetért abban, hogy a harc körülbelül délelőtt 10 óráig folytatódott, amikor a JNA által kilőtt három tank ágyúlövedéke eltalálta a rendőrséget. Ezután a JNA arról számolt be, hogy egyetlen horvát rendőrt vagy ZNG katonát sem fogtak el élve, ami ellentmond a saját jelentésének, amely szerint a rendőrőrsön kívül tartózkodó horvát haderő elfogadta az ellenségeskedés beszüntetését, a horvát források viszont azt állítják, hogy azokat, akik megadták magukat, az elfogásuk után megölték. Összességében 39-en haltak meg a dályai rendőrőrsért vívott harcokban – 20 rendőr, 15 ZNG-katona és a polgári védelem négy tagja.
Ugyanezen a napon Dályában több nem szerb civilt öltek meg. A horvát hatóságokkal folytatott tárgyalások következő fordulójában a SAO SBWS képviselői arról számoltak be, hogy augusztus 1-jén 56 vagy 57 horvátot öltek meg Dályában. Az áldozatok közül huszonötnek a holttestét, köztük két civilt, a ZNG által birtokolt Eszékre szállítottak. A halottkém vizsgálatai kimutatták, hogy néhány áldozatot megvertek, majd kivégeztek.

## Következmények
Mivel az augusztus 1-jei események a horvát polgári lakosság elleni támadássorozat kezdetét jelentették az etnikailag vegyes területeken, a megfélemlített horvát lakosság és kénytelen volt elhagyni Dályát. A menekültek zöme Almásra utazott, majd hajókkal és uszályokkal vitték őket a Dráván Eszékre. Közvetlenül a támadást követően megkezdődött Dálya és más közeli falvak nem szerb lakosságának üldözése. Az üldözés magában foglalt verést, önkényes letartóztatást és háborús nemi erőszakot. A szerb területvédelmi erők egységei számos dályai horvát civilt letartóztattak és bebörtönöztek. Szeptember 21-én a Ražnatović vezette területvédelmi egységek tizenegy foglyot öltek meg, majd Ćelije faluban egy tömegsírban temették el őket. A dályai fogolytáborban tartott további 28 civilt október 4-én kínoztak és öltek meg Ražnatović és emberei. Az áldozatok holttestét ezután a Dunába dobták. 1992 májusáig legalább 135 horvát és nem szerb civilt öltek meg ebben a régióban.
Miután a JNA elfoglalta Vukovárt, a város lakosságának nagy részét november 20-án a dályai fogdába szállították. Az átszállítás Goran Hadžić, a SAO SBWS politikai vezetőjének kérelme alapján történt. A harcokban való részvétellel gyanúsítottakat kihallgatták, megkínozták, és közülük legalább 35-öt kivégeztek.
A Krajinai Szerb Autonóm Terület (SAO Krajina) december 19-én a Krajinai Szerb Köztársaság (RSK) nevet kapta, a SAO SBWS pedig hivatalosan 1992. február 26-án csatlakozott az RSK-hoz. Az egyesülést követően Hadžić, akit 1991. szeptember 25-én neveztek ki a SAO SBWS elnökévé, átvette az RSK elnöki pozicióját. Az 1991. augusztus 1-jei eseményekről az akkori német média széles körben tudósított, ami nyilvános felháborodáshoz vezetett. Németország ezt követően a további erőszak megállításának eszközeként Horvátország mielőbbi elismerését szorgalmazta. 1991 végén Németország kinyilvánította döntését, hogy lobbizik az Európai Gazdasági Közösség (EGK) diplomatáinál Horvátország elismerése érdekében. December 19-én a német kormány úgy döntött, hogy diplomáciai elismerést ad Horvátországnak.
2013-ban hősiességéért a dályai rendőrőrs kapta meg a Nikola Šubić Zrinski érdemrendet. A Dályában 1991. augusztus 1-jén haláluk 22. évfordulóján, a rendőrállomáson felavatták a meggyilkolt 39 rendőr, ZNG-katonák és a polgári védelem tagjainak emlékművét. 2013. november 26-án Dályában elkészült a megölt civilek emlékműve.

## A háborús bűnösök felelősségre vonása
Slobodan Miloševićet, Szerbia 1991-es elnökét és Goran Hadžićot háborús bűnökkel vádolta meg az ICTY, beleértve a nem szerbek a félkatonai szervezeteken keresztül történő meggyilkolásának, megsemmisítésének, deportálásának és kínzásának elrendelését Dályában. Milošević 2006-ban, négy évvel az ICTY-per kezdete után, még mielőtt ítéletet hoztak volna ellene meghalt. A Hadžić elleni per 2012 októberében kezdődött. 2014 októberében perét felfüggesztették, miután egészségi állapotára hivatkozva nem tudott megjelenni az esedékes tárgyalásnapon. Novemberben előrehaladott agydaganatot diagnosztizáltak nála, kemoterápiás kezelését azonnal megkezdték. A Nemzetközi Törvényszék 2016 áprilisában a vádlott egészségi állapotára hivatkozva Hadžić perének határozatlan idejű megszakítása mellett döntött, Szinte napra pontosan öt évvel elfogása után, 2016. július 12-én Hadžić a kezelése helyszínéül szolgáló egyik újvidéki kórházban meghalt, így büntetőperében nem született ítélet.
Az ICTY háborús bűnökkel vádolta meg Jovica Stanišićot, a Szerbiai Belügyminisztérium által irányított Állambiztonsági Szolgálat vezetőjét és Franko Simatovićot, az Állambiztonsági Szolgálat különleges műveleti egységének vezetőjét is. A vádak között szerepel egy hét nem szerb civilből álló csoport kínzásában való közreműködés, akik közül kettőt 1991. november 11-én Dályában tartóztattak le. A letartóztatottak közül ötöt az SVG félkatonai szervezetei öltek meg Erdődön, és Ćelije faluban egy tömegsírban temették el őket.  Stanišićot és Simatovićot az SVG irányításával és kiképzésével bízták meg. A per 2008-ban kezdődött, és az ICTY tanácsa 2013. május 30-án felmentette őket. Az ICTY ügyésze fellebbezett az ítélet ellen, és az ICTY fellebbviteli tanácsa 2015. december 15-én hatályon kívül helyezte. 2015 decembere és 2017 júniusa között ideiglenesen szabadlábon voltak. Az új per 2017. június 13-án kezdődött. 2021. június 30-án Stanišićot és Simatovićot bűnösnek találták és 12 év börtönbüntetésre ítélték.
2010-ben a JNA 51. gépesített dandár parancsnokát, Enes Tasót Dályában 1991 augusztusa és decembere között elkövetett háborús és emberiesség elleni bűnökkel vádolták meg. Tasót két rendőr halálával vádolták, akiket a JNA a dályai rendőrőrs elleni támadásban fogott el. Dályában kilenc, Vukováron tizenegy rendőrt, és 90 nem szerb civilt fogtak el.[ 2012 májusában az eszéki horvát hatóságok pert indítottak két horvátországi szerb ellen, akiket horvát civilek ellen elkövetett háborús bűnökkel, köztük egy 20 éves nő csoportos megerőszakolásával vádolták, valamint azzal, hogy szüleit és testvéreit a nemi erőszak megtekintésére kényszerítették. 2013 szeptemberében mindkettőjüket 12 év börtönbüntetésre ítélték. 2013-ban a horvát veteránügyi miniszter kijelentette, hogy a horvát hatóságok 150 vádemelést nyújtottak be a dályai mészárlás során elkövetett háborús bűnök és a háború alatt Dálya térségében elkövetett háborús bűnök miatt.

## Fordítás
Ez a szócikk részben vagy egészben  a   Dalj massacre című angol Wikipédia-szócikk ezen változatának fordításán alapul.  Az eredeti cikk szerkesztőit annak laptörténete sorolja fel. Ez a jelzés csupán a megfogalmazás eredetét és a szerzői jogokat jelzi, nem szolgál a cikkben szereplő információk forrásmegjelöléseként.